# Моето сърце е твое
„Моето сърце е твое“ (на испански: Mi corazón es tuyo) е мексиканска теленовела от 2014 г., режисирана от Лили Гарса, Аурелио Авила и Хорхе Фонс и продуцирана от Хуан Осорио за Телевиса. Адаптация е на испанския сериал Ana y los 7, създаден от Ана Обрегон.
Главните положителни персонажи са поверени на Силвия Наваро и Хорхе Салинас, а главната отрицателна на Майрин Вилянуева. Специално участие взема Кармен Салинас.

## Сюжет
Фернандо Ласкураин е богат бизнесмен и вдовец, който има седем непокорни деца – Фани, Нандо, Алисия, Себастиан, близнаците Алекс и Гийе, и Лус. Фернандо има неотложна помощ от бавачка, която да се грижи за децата му. В дома им не се задържа за дълго време бавачка, защото децата превръщат живота на бавачките в ад.
Ана и Дженифър работят в бар „Чикаго“, чийто шеф е Доротео. Ана моли шефа си за финансова помощ, а той, възполващ се от отчаянието ѝ, я принуждава да подпише договор. С подписването му Ана се съгласява да работи като танцьорка вечерно време.
Въпреки всичко Ана продължава да мечтае. Една от големите ѝ мечти е да има семейство, докато Джони – приятелят ѝ, избягва темата за брак. Също така Ана силно желае да стане майка. Тази нейна мечта се корени още от детството ѝ, защото тя самата е израснала в приемно семейство.
Трудностите подтикват Ана да си потърси стабилна работа. Спънка за нея са липсата на опит и образование. Съдбата обаче е подготвила изненада за младата жена. Чрез агенция за работа Ана попада в дома на Ласкураин, като бавачка и без дори да подозира, че именно там ще ѝ се сбъднат най-големите мечти.

## Актьори
Част от актьорския състав:
- Силвия Наваро – Ана Леал
- Хорхе Салинас – Фернандо Ласкураин Борбоя
- Майрин Вилянуева – Исабела Васкес де Кастро Валверде
- Адриан Урибе – Хуан „Джони“ Гутиерес Перес
- Рене Касадос – Бруно Ромеро
- Кармен Салинас – Йоланда Валверде вдовица де Васкес де Кастро
- Рафаел Инклан – Николас Ласкураин
- Паулина Гото – Естефания „Фани“ Ласкураин Диес
- Лус Елена Гонсалес – Магдалена
- Пабло Монтеро – Диего Ласкураин Борбоя
- Норма Ерера – Соледад Фуентес
- Фабиола Кампоманес – Дженифър Родригес
- Беатрис Морайра – Мануела Лимон
- Лили Гарса – Госпожица Рохас
- Даниела Ромо – себе си

## Премиера
Премиерата на Моето сърце е твое е на 30 юни 2014 г. по Canal de las Estrellas. Последният 176. епизод е излъчен на 1 март 2015 г.

## Адаптация
- Моето сърце е твое е адаптация на Ana y los 7 (Ана и седемте), испански сериал от 2011 г.; продуциран от Televisión Española, с участието на Ана Обрегон и Роберто Алвареса.